# Szilágyi és Diskant motor- és gépgyár
A Szilágyi és Diskant motor- és gépgyár, teljes nevén Szilágyi és Diskant motor-, gépgyár- és malomépítészete 1896 és 1949 között működött Miskolcon, a Zsolcai kapuban.

## Története

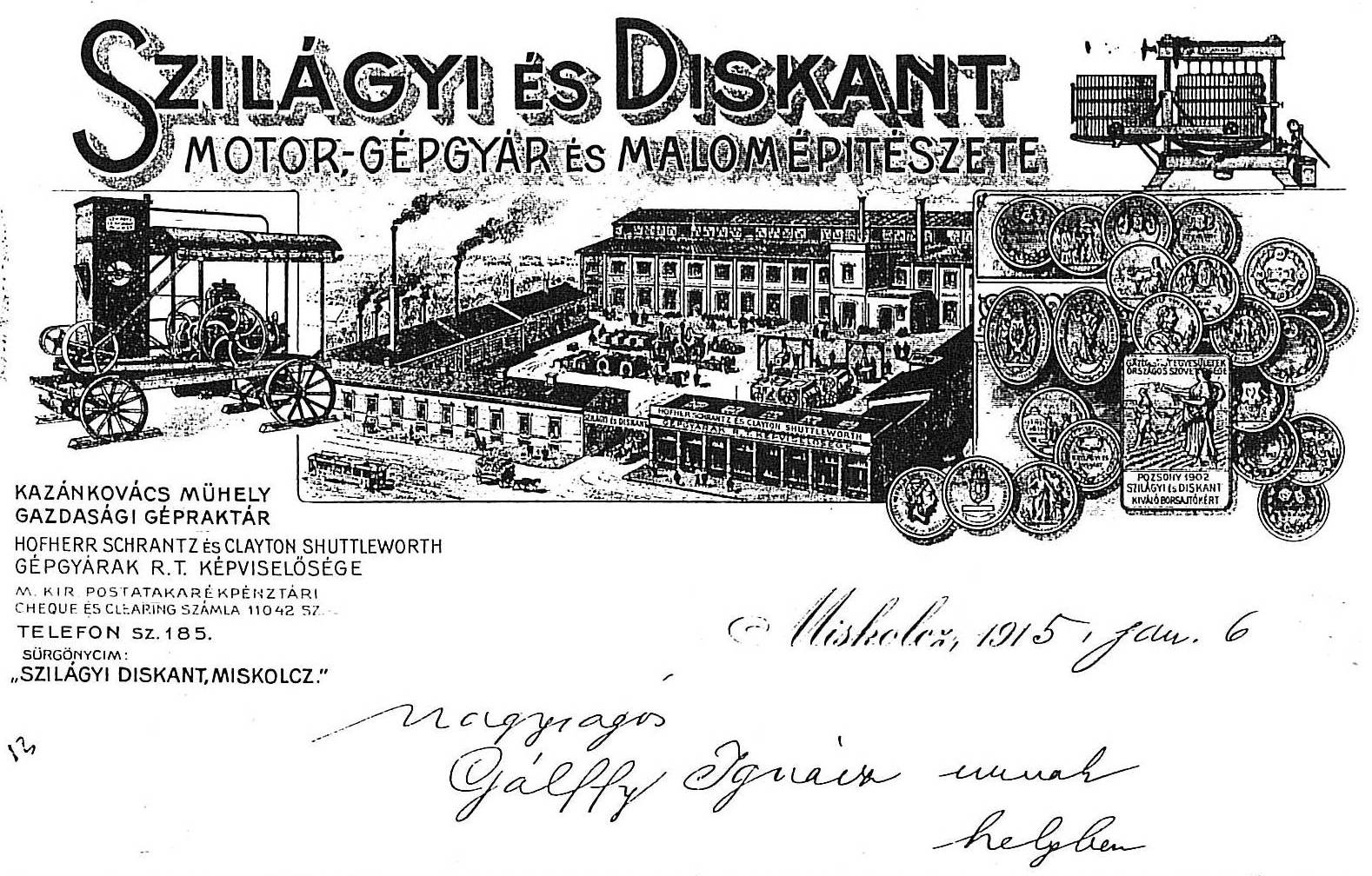
A gyár levélpapírja

A mezőgazdasági gépeket gyártó vállalat 1896-ban jött létre azzal, hogy Szilágyi Miklós és Diskant György bérbe vette az elhunyt  Leszih Miksa gépgyárát, később, 1907-ben meg is vásárolták. Szilágyi Miklós 1876 és 1885 között Miskolcon tanulta ki a kovács és géplakatos szakmát. Ezután Budán, a Ganz-gyárban dolgozott, végül a Ganz-turbinák önálló szerelőjeként. Itt megismerkedett Mechwart Andrással és Bánki Donáttal, és e kapcsolatnak nagy hasznát vette később, miskolci vállalkozásában. 

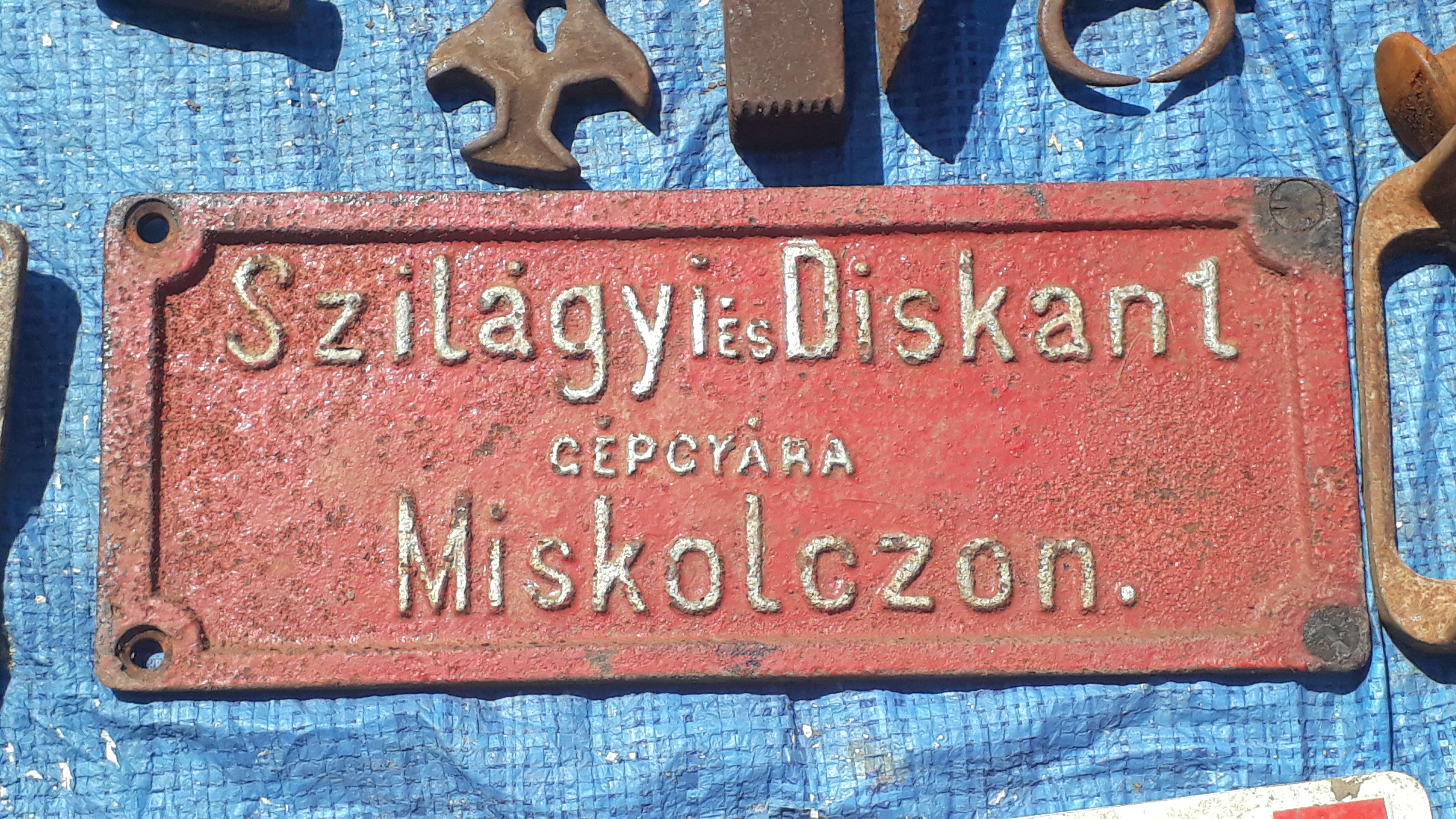
Szilágyi és Diskant felirat, amit a berendezésekre helyeztek.

Szilágyi és Diskant azzal a szándékkal alapították vállalkozásukat, hogy jó minőségű és hiánypótló mezőgazdasági gépeket, berendezéseket gyártsanak. A Leszih-féle gépgyárban kezdték meg működésüket, az adásvételi szerződés szerint olyan feltételekkel, hogy továbbra is gyártaniuk kellett a gyárban korábban kifejlesztett gépeket, valamint hivatalos irataikban fel kellett tüntetniük a „Leszih Miksa utóda” kitételt (az idő teltével már nem nagyon tartották be). A vállalkozó páros első gyártmánya a még 1896-ban piacra dobott szőlőprés („Kossuth-borsajtó”) volt. Széles gyártmányválasztékkal rendelkeztek, és termékeiket időről időre megújították. 1906-ban mozgó nyersolajmotorokkal jelentkeztek, amiket főleg a nagybirtokokban használtak cséplőgépek, szivattyúk stb. meghajtására. Komoly szerepük volt a Deischel-drótgyár Miskolcra telepítésében, így nekik, de más miskolci üzemeknek is szállítottak gépeket. Az első világháború idején a hadügyminisztérium mentesítette a gyárat a hadi célú termelés alól, ekkor fejlesztették ki gőzekéjüket. Ebben az időben egyre nagyobb rész vállalt a cég vezetéséből a tulajdonos fia, ifj. Szilágyi Miklós, aki a győri Rába autógyárban szerzett tapasztalatait hozta haza. Az 1920-as évek végén 70–80 munkást és 8–10 fő irodai személyzetet foglalkoztattak. 1926-ban fa- és barnaszén-generátorokat, majd saját szabadalmukkal védett fa- és csutkatüzelésű generátorokat, 1936-tól traktorokat kezdtek gyártani. A második világháború idején, Miskolc bombázásakor a gyár 90%-ban megsemmisült. A háború után a gyárat kölcsönberendezésekkel állították újra üzembe, a termelés 1949 körül érte el a normális szintet. 1945-től az elhunyt Szilágyi helyett három fia vette át az üzemet, amit 1949-ben államosítottak, és létrejött belőle a Borsodvidéki Gépgyár II. számú egysége.